# PowerBilt
PowerBilt est une marque de Hillerich & Bradsby (basée dans le Kentucky, célèbre fabricant américain de bâtons de baseball (sous le nom Louisville Slugger), ayant investi l'industrie du golf en 1916. C'est l'un des plus anciens fabricants d'équipements golf à demeurer sous contrôle familial. Les bâtons de golf PowerBilt ont été utilisés lors de la victoire de plus d'une centaine de tournois professionnels (dont huit tournois majeurs). 
L'origine du nom commercial "PowerBilt" remonte à 1933. Dès 1934, Olin Dutra, jouant PowerBilt, remporte l'U.S. Open.
PowerBilt est en particulier réputée pour la série de clubs Grand Slam.
En 2007, la marque PowerBilt s'est associée avec le champion américain de l'U.S. Open Fuzzy Zoeller

Hilco Streambank acquired the PowerBilt brand from H&B in 2016.